# Collar de punxes
Un collar de punxes (en pallarès: collar lloper; en castellà, carlanca; en italià roccale o vreccale) és un tipus de collar de gos dissenyat per protegir els gossos ramaders contra l'atac de depredadors naturals com els llops. Aquests gossos, que tenen una funció exclusivament defensiva, no s'han de confondre amb els gossos pastors, encarregats de guiar i controlar els ramats en els seus desplaçaments. Els collars estan equipats amb punxes allargades per evitar mossegades al coll en les escomeses dels depredadors.
Aquests collars històricament s'han fet servir en molts països amb tradició pastoral, i actualment encara s'utilitzen a Espanya (especialment, al nord-oest cantàbric), a Itàlia i Turquia.

## Ús
Un collar lloper normalment es fabrica amb ferro o altres metalls. La longitud de les punxes pot ser bastant llarga, però els estils difereixen en diferents llocs. Hi ha collars de punxes de diverses formes: d'una sola tira, de diverses peces articulades, de cuir amb punxes, etc.
L'objectiu del collar és protegir el gos que el porta quan ha de lluitar contra els llops a l'hora de defensar els ramats. La base del coll protegeix la gola i les artèries caròtides del gos, mentre que les punxes estan destinades a dissuadir les mossegades al coll o, fins i tot, ferir els llops que intentin fer-ho.

## Història
L'origen d'aquest artefacte és molt antic, fet que ha motivat que alguns contes suggereixin que als gossos només se'ls va donar aquest collar després que mataren el seu primer llop. Està documentat, però, que els collars de punxes ja es feien servir durant l'antiga Grècia per protegir els seus gossos dels atacs dels llops.
A Espanya, també s'observa la presència de collars de punxes a l'edat mitjana però sembla que no es generalitzen fins al segle xviii. A Catalunya, a l'Ecomuseu dels Pastors de la Vall d'Àssua, situat a Llessui (Pallars Sobirà), hi ha un collar de punxes que mostra la seva utilització històrica al Pirineus catalans.